# Long Tall Glasses (I Can Dance)
"Long Tall Glasses (I Can Dance)" is een nummer van de Britse zanger Leo Sayer. Het verscheen op zijn album Just a Boy uit 1974. In augustus van dat jaar werd het uitgebracht als de tweede single van het album.

## Achtergrond
"Long Tall Glasses (I Can Dance)" is geschreven door Sayer en David Courtney en geproduceerd door Adam Faith en Courtney. Het werd de derde hit van Sayer op de Britse eilanden; in zowel de Britse UK Singles Chart en in Ierland bereikte het de vierde plaats. Tevens werd het zijn eerste top 10-hit in de Amerikaanse Billboard Hot 100, waar het tot de negende positie kwam. Ook in onder meer Australië, Wallonië en Zuid-Afrika kwam het in de top 10 terecht. In Nederland stond de single een week op de eerste plaats in de Top 40 en kwam het tot de tweede plaats in de Nationale Hitparade, terwijl in een voorloper van de Vlaamse Ultratop 50 de derde positie behaalde.
In Canada bracht de lokale band Shooter een cover van "Long Tall Glasses (I Can Dance)" uit, die de titel "I Can Dance" droeg. Deze versie kwam tegelijkertijd met de originele versie de hitlijsten binnen. Terwijl de opname van Sayer in dat land op de achttiende plaats piekte, kwam de cover tot positie 22.

## Hitnoteringen

### Nederlandse Top 40
| Hitnotering: 16-11-1974 t/m 25-01-1975 | Hitnotering: 16-11-1974 t/m 25-01-1975 | Hitnotering: 16-11-1974 t/m 25-01-1975 | Hitnotering: 16-11-1974 t/m 25-01-1975 | Hitnotering: 16-11-1974 t/m 25-01-1975 | Hitnotering: 16-11-1974 t/m 25-01-1975 | Hitnotering: 16-11-1974 t/m 25-01-1975 | Hitnotering: 16-11-1974 t/m 25-01-1975 | Hitnotering: 16-11-1974 t/m 25-01-1975 | Hitnotering: 16-11-1974 t/m 25-01-1975 | Hitnotering: 16-11-1974 t/m 25-01-1975 | Hitnotering: 16-11-1974 t/m 25-01-1975 |
| Week                                   | 1                                      | 2                                      | 3                                      | 4                                      | 5                                      | 6                                      | 7                                      | 8                                      | 9                                      | 10                                     |                                        |
| -------------------------------------- | -------------------------------------- | -------------------------------------- | -------------------------------------- | -------------------------------------- | -------------------------------------- | -------------------------------------- | -------------------------------------- | -------------------------------------- | -------------------------------------- | -------------------------------------- | -------------------------------------- |
| Nummer                                 | 18                                     | 9                                      | 5                                      | 2                                      | 1                                      | 2                                      | 4                                      | 9                                      | 20                                     | 33                                     | uit                                    |

### Nationale Hitparade
| Hitnotering: 09-11-1974 t/m 18-01-1975 | Hitnotering: 09-11-1974 t/m 18-01-1975 | Hitnotering: 09-11-1974 t/m 18-01-1975 | Hitnotering: 09-11-1974 t/m 18-01-1975 | Hitnotering: 09-11-1974 t/m 18-01-1975 | Hitnotering: 09-11-1974 t/m 18-01-1975 | Hitnotering: 09-11-1974 t/m 18-01-1975 | Hitnotering: 09-11-1974 t/m 18-01-1975 | Hitnotering: 09-11-1974 t/m 18-01-1975 | Hitnotering: 09-11-1974 t/m 18-01-1975 | Hitnotering: 09-11-1974 t/m 18-01-1975 | Hitnotering: 09-11-1974 t/m 18-01-1975 |
| Week                                   | 1                                      | 2                                      | 3                                      | 4                                      | 5                                      | 6                                      | 7                                      | 8                                      | 9                                      | 10                                     |                                        |
| -------------------------------------- | -------------------------------------- | -------------------------------------- | -------------------------------------- | -------------------------------------- | -------------------------------------- | -------------------------------------- | -------------------------------------- | -------------------------------------- | -------------------------------------- | -------------------------------------- | -------------------------------------- |
| Nummer                                 | 29                                     | 20                                     | 9                                      | 4                                      | 3                                      | 2                                      | 2                                      | 6                                      | 9                                      | 30                                     | uit                                    |

### NPO Radio 2 Top 2000
| Nummer met noteringen in de NPO Radio 2 Top 2000 | '00  | '01 | '02  |
| ------------------------------------------------ | ---- | --- | ---- |
| Long Tall Glasses (I Can Dance)                  | 1509 | -   | 1414 |

1. ↑  Een '-' betekent dat het nummer niet was genoteerd en een vetgedrukt getal geeft de hoogste notering aan.
2. ↑  2000 was het eerste jaar met een notering voor dit nummer.
3. ↑  Deze tabel is bijgewerkt tot en met de laatste editie (2024).